# Eugène Viollet-le-Duc

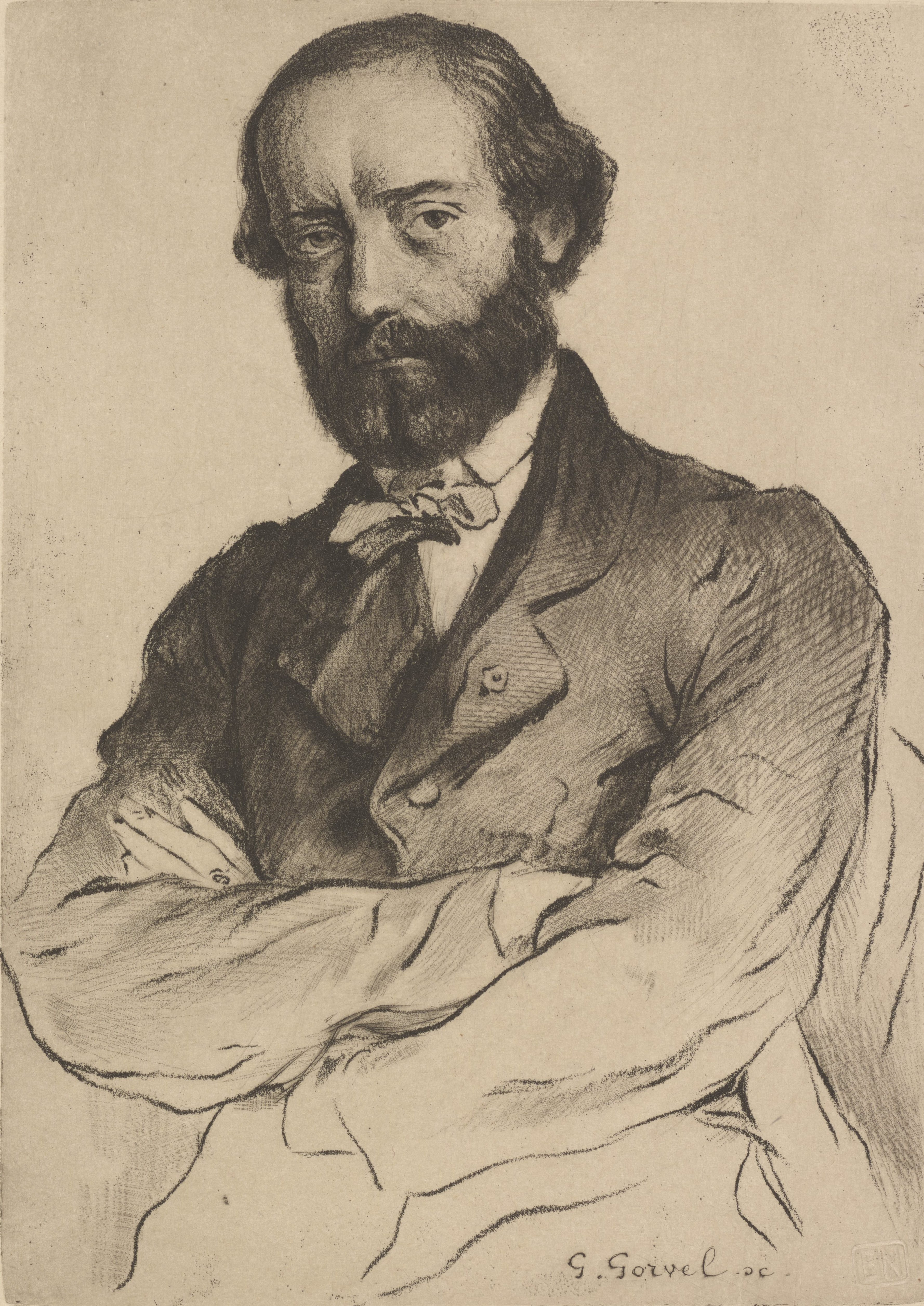
Eugène Viollet-le-Duc na grafice Georgesa Gorvela

Eugène Emmanuel Viollet-le-Duc (ur. 27 stycznia 1814 w Paryżu, zm. 17 września 1879 w Lozannie) – francuski architekt, historyk sztuki i konserwator, wolnomularz. Komandor Legii Honorowej.
Poświęcił się badaniom architektury średniowiecznej. Jest jednym z ojców współczesnej wiedzy o konserwacji zabytków. Zasłynął dzięki restauracji średniowiecznych budowli. Od 1863 roku był profesorem uczelni École des Beaux Arts w Paryżu. Autor opracowań słownikowych dotyczących średniowiecza, m.in. architektury.

## Ocena działalności
W swoim podejściu do sztuki konserwatorskiej charakteryzował się puryzmem stylowym. Często usuwał późniejsze dobudowy i dodatki. Uzupełniał brakujące elementy i rekonstruował ubytki. Zajmował się rekonstrukcją wnętrz i otoczenia budowli zgodnie ze stylem, w jakim były one budowane. Jego niewątpliwą zasługą było uratowanie wielu budowli przed zniszczeniem i zainteresowanie sztuką średniowiecza.
Viollet-le-Duc często krytykowany jest za swoiście pojęte „ulepszanie” budowli zabytkowych – dodawał obiektom zabytkowym elementy, których wcześniej nie było, przy równoczesnym usuwaniu istniejącej tkanki zabytkowej, niezgodnej z jego wyobrażeniami. Trzeba jednak mieć na uwadze, że prowadził swoją działalność w XIX wieku, kiedy podejście do architektury było inne niż współczesne. Obecnie, z uwagi na spustoszenia, jakie spowodowały I i II wojna światowa w Europie, usuwanie elementów „narosłych” przeprowadza się rzadko, a rekonstrukcję tylko w przypadku istotnych dowodów potwierdzających istnienie wcześniejszych elementów.

## Dokonania
- Opracowanie słownika dotyczącego średniowiecznej architektury francuskiej Dictionnaire raisonné de l'architecture française du XIe au XVIe siècle,
- Opracowanie słownika mebli francuskich Dictionnaire raisonné du mobilier français de l'époque carolingienne à la Renaissance (Bance et Morel, Paris, 1858 à 1870).

### Spis restaurowanych obiektów
- Kościoły:
  - Sainte-Marie-Madeleine w Vézelay,
  - Saint-Louis w Poissy,
  - Notre-Dame w Semur-en-Auxois,
  - Saint-Sernin w Tuluzie,
  - Sainte-Chapelle w Paryżu (z Félixem Dubanem i Jean-Baptiste-Antoine’em Lassusem),
  - Saint-Ouen w Rouen,
  - Katedra Notre-Dame w Paryżu (z Paulem Abadie i Jean-Baptiste-Antoine’em Lassusem),
  - Bazylika Saint-Denis koło Paryża,
  - Bazylika Saint-Nazaire w Carcassonne,
  - Katedra Saint-Michel w Carcassonne,
  - Katedra Wniebowzięcia Najświętszej Marii Panny w Clermont-Ferrand,
  - Katedra Notre-Dame w Lozannie (Szwajcaria),
  - Katedra Saint-Maurice de Mirepoix,
  - Chartreuse Notre-Dame-des-Prés de Neuville-sous-Montreuil.
- Ratusze:
  - Roquetaillade,
  - Narbonne,
  - Saint-Antonin-Noble-Val (Tarn-et-Garonne),
  - Compiègne.
- Zamki i mury miejskie:
  - Zamek w Pierrefonds (stanowił scenografię do wielu filmów np. Goście, goście),
  - fortyfikacje miejskie w Carcassonne – 1849 r. (obecnie należą do światowego dziedzictwa UNESCO),
  - Zamek Roquetaillade w Mazères,
  - Château de Coucy,
  - Château d'Antoing w Belgii.

### Polonica

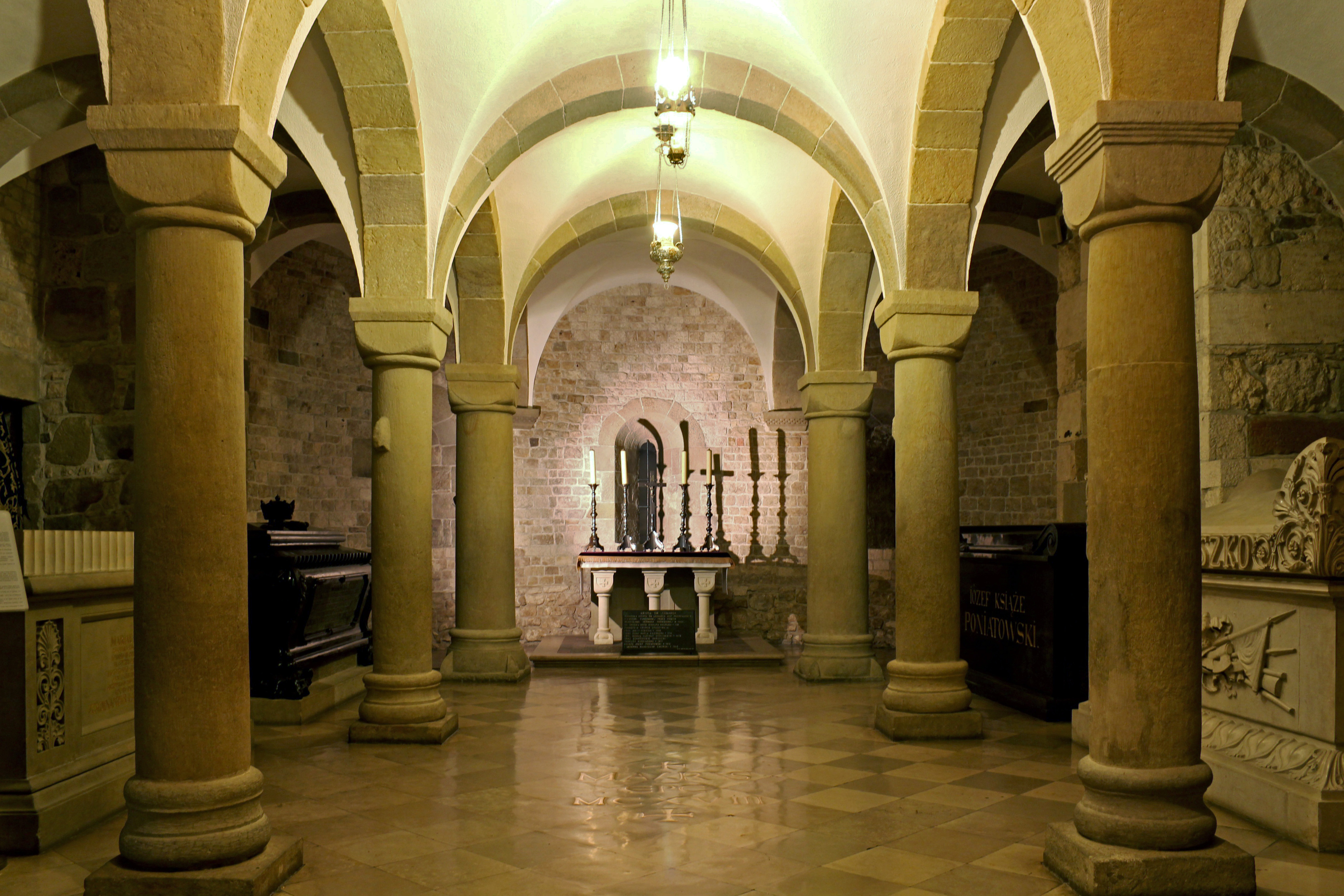
Ołtarz w Krypcie św. Leonarda na Wawelu

- Na podstawie wstępnych szkiców Viollet-le-Duca odbudowany został zamek w Gołuchowie (1875–1885)[2].
- Le-Duc zaprojektował też wykonany w 1876 roku przez Fabiana Hochstima[3] ołtarz do krypty św. Leonarda na Wawelu[2], gdzie mszę prymicyjną odprawił Karol Wojtyła.